# Vassilikí Vouyioúka
Vassilikí Vouyioúka (grec moderne : Βασιλική Βουγιούκα), née le 20 juin 1986 à Athènes, est une escrimeuse grecque pratiquant le sabre, après avoir fait ses débuts internationaux au fleuret dans les épreuves de jeunes.

## Carrière
D'abord fleurettiste, Vouyioúka suit dans les catégories de jeunes un parcours moyen, culminant au vingtième rang mondial en 2005, son avant-dernière année de junior. Elle change alors d'arme pour le sabre, et sa dernière année de junior se conclut sur un 162e rang mondial obtenu après seulement deux compétitions. 
Sa première année de senior est très encourageante. Portée par une onzième place aux championnats d'Europe 2007, elle se hisse à la soixante-neuvième place du classement. Malgré une légère régression en 2008, elle poursuit une progression constante jusqu'en 2012, où elle intègre le top 10 mondial. En 2010, elle remporte à Budapest son premier tournoi de coupe du monde, puis, après deux échecs consécutifs en quarts de finale des championnats d'Europe, elle décroche la médaille d'argent aux championnats d'Europe 2012 à Legnano et, pour la première fois, atteint les quarts de finale des Jeux olympiques. Elle finit la saison classée cinquième.
Durant les championnats d'Europe 2013, elle réédite sa performance de l'année précédente (de nouveau battue en finale par Olha Kharlan, no 1 mondiale). Elle atteint de nouveau les quarts de finale aux championnats du monde de Budapest. Sa progression se heurte à ce niveau de la compétition. Par deux fois, les années suivantes, elle échoue en quarts de finale. Grâce à une saison de coupe du monde ponctuée de deux nouveaux podiums et une nouvelle médaille européenne (de bronze, celle-là) en 2014 à Strasbourg, Vouyioúka atteint le meilleur classement de sa carrière (quatrième).

## Palmarès
- Championnats d'Europe d'escrime
  -  Médaille d'argent aux championnats d'Europe d'escrime 2013 à Zagreb
  -  Médaille d'argent aux championnats d'Europe d'escrime 2012 à Legnano
  -  Médaille de bronze aux championnats d'Europe d'escrime 2014 à Strasbourg

## Classement en fin de saison
| Année | 2007 | 2008 | 2009 | 2010 | 2011 | 2012 | 2013 | 2014 | 2015 | 2016 |
| ----- | ---- | ---- | ---- | ---- | ---- | ---- | ---- | ---- | ---- | ---- |
| Rang  | 69   | 75   | 28   | 20   | 21   | 5    | 6    | 4    | 14   | 15   |